# 서울 배화여자고등학교 켐벨기념관
서울 배화여자고등학교 캠벨기념관은 서울특별시 종로구에 1926년 캠벨기념관으로 건립하여 현재 배화여자고등학교 본관으로 사용하고 있는 지상 4층 건물이다. 2017년 1월 6일 대한민국의 국가등록문화재 제673호로 지정되었다.

## 개요
1926년 캠벨기념관으로 건립하여 현재 배화여자고등학교 본관으로 사용하고 있는 지상 4층(지붕층 포함) 건물로, 1977년 대규모로 개.보수가 있었으나 본래의 의장 특징을 그대로 유지하고 있는 등 원형의 보존 상태가 비교적 양호하다.
실내공간을 밝게하기 위해 창호를 넓게 구성하고 이를 위해 철근콘크리트 상인방(上引防)을 사용하는 등 건립 당시의 건축적 특징을 잘 보여주고 있으며, 과학관과 더불어 우리나라 근대시기 교육시설로서의 보존.활용 가치가 있어 등록하였다.

## 같이 보기
- 배화여자고등학교

## 참고 자료
- 서울 배화여자고등학교 켐벨기념관 - 국가유산청 국가유산포털